# Effektmål
Effektmål är den effekt som förväntas komma ut ur ett projekt eller arbete. Syftet med effektmålet är att tydliggöra projektets bidrag till verksamhetsnyttan. Effektmål kan syfta på lönsamhet, ökad försäljning eller bättre kvalitet till skillnad från ett projektmål som syftar på hur denna produkt eller service skall tas fram inom projektgruppen. 
Effektmålet hjälper också beställaren/organisationen att bedöma värdet av projekt i relation till de insatta resurserna.
Rätt använt kan effektmålet därtill bli en effektiv komponent för att öka graden av engagemang och delaktighet i projektarbetet.